# Annalie Longo
Annalie Antonia Longo (* 1. Juli 1991 in Auckland) ist eine neuseeländische Fußballspielerin, die seit 2006 für die neuseeländische Nationalmannschaft aktiv ist und seit 2023 bei Wellington Phoenix spielt.

## Karriere

### Vereine
Longo spielte bei verschiedenen Vereinen in Neuseeland und gewann mit Three Kings United den Pokal 2012. In der Saison 2012/13 spielte sie beim Sydney FC in der australischen W-League. Mit Sydney erreichte sie das Grand Final, das mit 3:1 gegen Melbourne Victory gewonnen wurde. Mit Mainland Pride gewann sie am 8. Dezember 2013 das Finale der ASB National Women's League durch ein 4:2 gegen Northern Football, wobei sie ein Tor erzielte. Ein Jahr später gewann sie mit dem Verein das Finale durch ein 3:1 gegen eine neuseeländische U-18-Auswahl. 2015 kam es zur Finalrevanche von 2013, wobei diesmal mit 3:4 gegen Northern Football verloren wurde. Im Dezember 2016 gewann sie das Finale mit dem nun Canterbury United Pride heißenden Verein mit 2:0 gegen Capital Football. Im Dezember 2017 wurde das Finale dann mit 2:3 gegen die Auckland Football Federation verloren, wobei sie das erste Tor erzielte. Im Dezember 2018 konnte dann wieder das Finale gewonnen werden, diesmal mit 3:2 nach Verlängerung gegen Northern Lights, wobei sie als Kapitänin ihre Mannschaft nach 0:1-Rückstand zwischenzeitlich mit 2:1 in Führung brachte. Zwischen den Spielzeiten der National Women's League spielte sie für Coastal Spirit FC und Cashmere Technical. Nachdem sie eine Zeitlang ohne Verein war, erhielt sie zur Saison 2019/20 einen Einjahresvertrag bei Melbourne Victory. In der Saison 2020/21 spielte sie nochmals für Melbourne Victory. Am 11. April gewann sie mit dem Verein ihre zweite australische Meisterschaft.
Seit November 2023 spielt sie für Wellington Phoenix, dem einzigen neuseeländischen Verein in der australischen A-League Women.

### Nationalmannschaft
Longo nahm 2006 als 15-Jährige zunächst an der U-20-Fußball-Ozeanienmeisterschaft der Frauen 2006 in Samoa und dann an der U-20-Fußball-Weltmeisterschaft der Frauen 2006 in Russland teil und wurde in den drei Gruppenspielen eingesetzt. Im selben Jahr machte sie am 14. November 2006 beim 0:3 gegen China ihr erstes Länderspiel für die neuseeländische Nationalmannschaft. Danach wurde sie regelmäßig eingesetzt, zumeist als Einwechselspielerin, u. a. in zwei Spielen bei der Fußball-Ozeanienmeisterschaft der Frauen 2007. Durch den Sieg dort, qualifizierte sich Neuseeland für die WM 2007 und Longo wurde auch mit 16 Jahren als jüngste Neuseeländerin für den WM-Kader nominiert. Bei der WM wurde sie aber nur im zweiten Gruppenspiel gegen Dänemark eingewechselt. Neuseeland schied mit drei Niederlagen als einzige Mannschaft ohne Torerfolg aus.
Ein Jahr später gehörte sie zum Kader der ersten U-17-Fußball-Weltmeisterschaft der Frauen, die in ihrer Heimat Neuseeland stattfand. Longo wurde in den drei Gruppenspielen eingesetzt und erzielte beim 1:2 gegen Dänemark das 1:0 für Neuseeland. Als Gruppendritter schieden die Neuseeländerinnen nach der Vorrunde aus. Nur zwei Wochen später nahm sie dann auf der anderen Seite des Pazifik an der U-20-Fußball-Weltmeisterschaft der Frauen 2008 in Chile teil, zu der Neuseeland als ozeanischer Vertreter gesandt wurde, und wirkte in den drei Gruppenspielen mit. Neuseeland gewann zwar gegen Gastgeber Chile und erreichte gegen England ein 1:1, durch die Auftaktniederlage gegen Nigeria schieden sie aber als Gruppendritter aus.
2009 nahm sie dann mit der A-Nationalmannschaft sowohl am Vier-Nationen-Turnier in der Volksrepublik China als auch am Zypern-Cup 2009 teil, bei denen Neuseeland jeweils Vierter wurde. 2010 half sie im Januar noch mit die U-20-Fußball-Ozeanienmeisterschaft der Frauen 2010 in ihrer Heimat zu gewinnen und erreichte im März mit der A-Nationalmannschaft das Finale beim Zypern-Cup, verlor dieses aber gegen Kanada. Nach der dritten Teilnahme an einer U-20-WM im Juli, bei der sie zu drei Einsätzen kam, wurde sie im Herbst für die Ozeanienmeisterschaft 2010, bei der sich Neuseeland für die WM 2011 qualifizierte, aber nicht berücksichtigt. Am Zypern-Cup 2011, bei dem Neuseeland nur Achter wurde und an der WM selber durfte sie dann aber teilnehmen, kam aber nur zu einem WM-Einsatz als Einwechselspielerin gegen den späteren Weltmeister Japan, da Neuseeland erneut nach der Vorrunde ausschied. Es folgten Einsätze beim Zypern-Cup 2012, bei dem Neuseeland wieder nur Achter wurde und im ersten Qualifikationsspiel für die Olympischen Spiele in London, sowie in vier Spielen bei den Olympischen Spielen, wo Neuseeland das Viertelfinale erreichte und dort gegen den späteren Olympiasieger USA ausschied.
Am 20. Juni 2013 erzielte sie beim 1:1 im Freundschaftsspiel gegen Weltmeister Japan ihr erstes Länderspieltor. Danach wurde sie nur in einem Spiel – am 8. Mai 2014 gegen Japan – nicht eingesetzt und in den meisten Spielen stand sie in der Startelf. Beim 16:0 gegen Tonga im Rahmen der Ozeanienmeisterschaft 2014 erzielte sie erstmals zwei Tore in einem Spiel. Mit dem Gewinn der Ozeanienmeisterschaft qualifizierte sich Neuseeland für die WM 2015 in Kanada. Am 14. Mai 2015 wurde die mit 1,57 m Körpergröße zusammen mit der gleich großen Sarah Gregorius als kleinste neuseeländische Spielerinnen in den Kader für die WM 2015 berufen. Bei der WM kam sie in den drei Gruppenspielen zum Einsatz nach denen Neuseeland ausschied. Im Juli 2016 wurde sie in das Aufgebot für die Olympischen Spiele 2016 aufgenommen. Longo wurde in den drei Gruppenspielen eingesetzt nach denen Neuseeland ausschied.
Am 15. September 2017 machte sie bei der 1:3-Niederlage gegen die USA ebenso wie Betsy Hassett und die US-Amerikanerin Kelley O’Hara ihr 100. Länderspiel – das einzige bekannte Spiel, in dem drei Spielerinnen zum 100. Länderspiel kamen.
Bei der Fußball-Ozeanienmeisterschaft der Frauen 2018 gelangen ihr fünf Tore. Die Neuseeländerinnen gewannen das Turnier mit fünf Siegen und erzielten dabei 43 Tore. Damit qualifizierten sie sich für die WM 2019 und die Olympischen Spiele 2020. Ende April wurde sie für die WM in Frankreich nominiert. Bei der WM wurde sie in den drei Spielen der Ferns eingesetzt, schied aber mit ihnen nach drei Niederlagen aus.
Am 9. September 2021 wurde sie neue Women’s Development Manager des neuseeländischen Fußballverbandes.
Am 30. Juni 2023 wurde sie für den Kader der Mannschaft bei der Weltmeisterschaft 2023 nominiert, kam in zwei der drei Spiele ihres Teams zum Einsatz und schied mit ihrer Mannschaft nach der Vorrunde aus.
Bei den Olympischen Spielen 2024 kam sie in zwei der drei Spiele ihrer Mannschaft zum Einsatz nach denen die Neuseeländerinnen ausschieden.

## Erfolge
- Neuseeländische Pokalsiegerin 2012
- Australische Meisterin 2012/13, 2020/21
- Neuseeländische Meisterin 2013, 2014, 2016 und 2018
- Fußball-Ozeanienmeisterschaft der Frauen: Sieger 2007, 2014 und 2018
- U-20-Fußball-Ozeanienmeisterschaft der Frauen: Sieger 2006 und 2010

## Auszeichnungen
- MVP der ASB National Women's League 2018[5]

## Rekorde
- Rekordspielerin der U20-Nationalmannschaft mit 25 Spielen[20]